# مزنة أند فاملي (مسلسل)
مزنة أند فاملي مسلسل كرتوني سعودي خيالي، يلقي الضوء على حياة عائلة السيدة مزنة التي جمد عندها الزمن وتوقف في حدود العام2007 بينما العالم المحيط بها والناس من حولها يعيشون في العام2100.
يحاول المسلسل في كل حلقة أن يعرض جانبا من واقع المجتمعات وصراعها مع الحداثة، الأمر الذي يولد عدد من المفارقات الكوميدية.

المسلسل فكرة علي الأعرج وسيناريو وحوار ناصر العزاز وسليمان المنديل ومن إنتاج قناة إم بي سي